# Anastrepha margarita
Anastrepha margarita
 es una especie de insecto díptero que Caraballo describió científicamente por primera vez en el año 1985.
Esta especie pertenece al género Anastrepha de la familia Tephritidae.